# Mar de Beaufort
El mar de Beaufort (inglés: Beaufort Sea, francés: mer de Beaufort) es un sector del océano Ártico, situado en América del Norte, entre Alaska y los territorios canadienses llamados Territorios del Noroeste y el Yukón. Su extensión es de alrededor de 450 000 km². Recibió su nombre por el hidrógrafo irlandés sir Francis Beaufort (1774-1857).

## Historia
El Almirantazgo inglés fue quien con más énfasis buscó el ansiado paso del Noroeste, y tras comprobar que no había ningún paso a través del continente, probó a través del estrecho de Bering.
En 1825 Frederick William Beechey (1796-1856) llegó al mar de Beaufort capitaneando el balandro HMS Blossom, con una tripulación de un centenar de hombres. Su misión era alcanzar el estrecho de Bering y, una vez allí, virar hacia el Este hasta enlazar con dos expediciones que buscaban el paso por el Oeste: una por tierra, desde el río Mackenzie, comandada por John Franklin (1786-1847) (que se hará célebre al desaparecer con toda su tripulación en la tristemente expedición perdida de Franklin) y otra por mar, desde el estrecho del Príncipe Regente, a las órdenes de William Edward Parry (1790-1855), que no pudo progresar debido al hielo. 
Beechey llegó al estrecho de Bering en julio de 1826 y siguió navegando hacia el norte, doblando punta Barrow (Alaska) donde esperó a unas pocas millas (71°23′31″N 156°21′30″O / 71.39194, -156.35833), sin lograr contactar con las expediciones occidentales. Beechey fue, por tanto, el primer occidental que navegó apenas unas millas por el mar de Beaufort. Más tarde se supo que la partida del HMS Blossom condenó a la expedición de Franklin, que había llegado a 160 millas de punta Barrow y con el que no coincidió por solo nueve días. Regresó al océano Pacífico para hacer la invernada en un excelente refugio cerca del cabo Príncipe de Gales (posiblemente en Port Clarence, Alaska). En el verano de 1827 Beechey cruzó una vez más el estrecho de Bering pero tampoco logró encontrar ni a Franklin ni a Parry. 
La costa continental, el borde meridional del mar de Beaufort, fue reconocido desde tierra por Franklin (1786-1847) en su expedición de reconocimiento de 1824-26, en la que iba acompañado por George Back (1796-1878), el naturalista John Richardson (1787-1865) y el explorador canadiense Peter Warren Dease (1788-1863). Descendieron el río Mackenzie y exploraron el tramo de costa oriental del Beaufort hasta llegar a la bahía Prudhoe. 
El primer occidental del que se tiene constancia que navegó por completo en las aguas del mar de Beaufort fue, en el año 1850, el oficial naval y explorador británico Robert McClure (1807-73), comandando el buque HMS Investigator, en una de las expediciones del Almirantazgo a la búsqueda de la expedición perdida de Franklin. En esa expedición McClure fue el primero que logró completar el paso del Noroeste, aunque parte del trayecto lo hizo a pie y en trineos.

## Geografía
El mar de Beaufort está limitado al noroeste por una línea que conecta punta Barrow (Alaska) con Lands End en la isla del Príncipe Patrick; al oeste por las costas occidentales de la isla del Príncipe Patrick y la isla de Banks, perteneciente al archipiélago Ártico Canadiense; y al sur por la costa continental.
El río Mackenzie desagua en este mar, al igual que otros cursos menores. Supone un importante hábitat para ballenas y pájaros, y todavía continúa siendo una zona relativamente virgen, y libre del tráfico comercial.
El mar está completamente congelado durante la mayor parte del año, cubriendo la capa de hielo permanente su parte norte durante todo el año. 
El mar de Beaufort es también el lugar en el que se supone que existen significativas reservas de petróleo bajo el lecho del mar, como continuación de las reservas existentes en la cercanas zona del río Mackenzie y North Slope.[cita requerida]. Fue explorado por la petroleras en la década de 1960, empezando a operar la primera plataforma petrolífera en 1986 (Amauligak Project).

## Disputa fronteriza
Hay una disputa entre Canadá y Estados Unidos sobre la delimitación de una parte de la sección marítima de la frontera internacional en el mar de Beaufort. Canadá reclama que la frontera marítima vaya a lo largo del meridiano 141ºN, siguiendo la frontera terrestre Alaska-Yukon, hasta una distancia de 200 millas náuticas (370 km). Los Estados Unidos alegan que la línea divisoria debe de ser perpendicular a la costa hasta una distancia de 200 millas náuticas, siguiendo una línea de equidistante de la costa. Esta diferencia crea una cuña que es reclamada por ambas naciones. Este conflicto ha adquirido mayor importancia debido a la posible presencia de reservas de petróleo dentro de la cuña. Ambos países han ofertado los derechos de exploración de petróleo en las secciones dentro de la cuña en disputa.

## Delimitación de la IHO
La máxima autoridad internacional en materia de delimitación de mares, la Organización Hidrográfica Internacional («International Hydrographic Organization, IHO), considera el mar de Beaufort como un mar. En su publicación de referencia mundial, «Limits of oceans and seas» (Límites de océanos y mares, 3.ª edición de 1953), le asigna el número de identificación 13 y lo define de la forma siguiente:

En el norte.
Una línea desde punta Barrow, Alaska, hasta Lands End, en la isla del Principe Patrick (76°16' N, 124°08' O).
En el este.
Desde Lands End, a través de la costa suroeste de la isla del Principe Patrick, hasta punta Griffiths, desde allí una línea hasta el cabo del Principe Alfred, el extremo noroccidental de la isla de Banks, luego a través de su costa oeste hasta el cabo de Kellet, el extremo sudoeste, y desde allí una línea hasta el cabo Bathurst, en la parte continental.
Limits of oceans and seas, pág. 9.

## Hidrología y clima

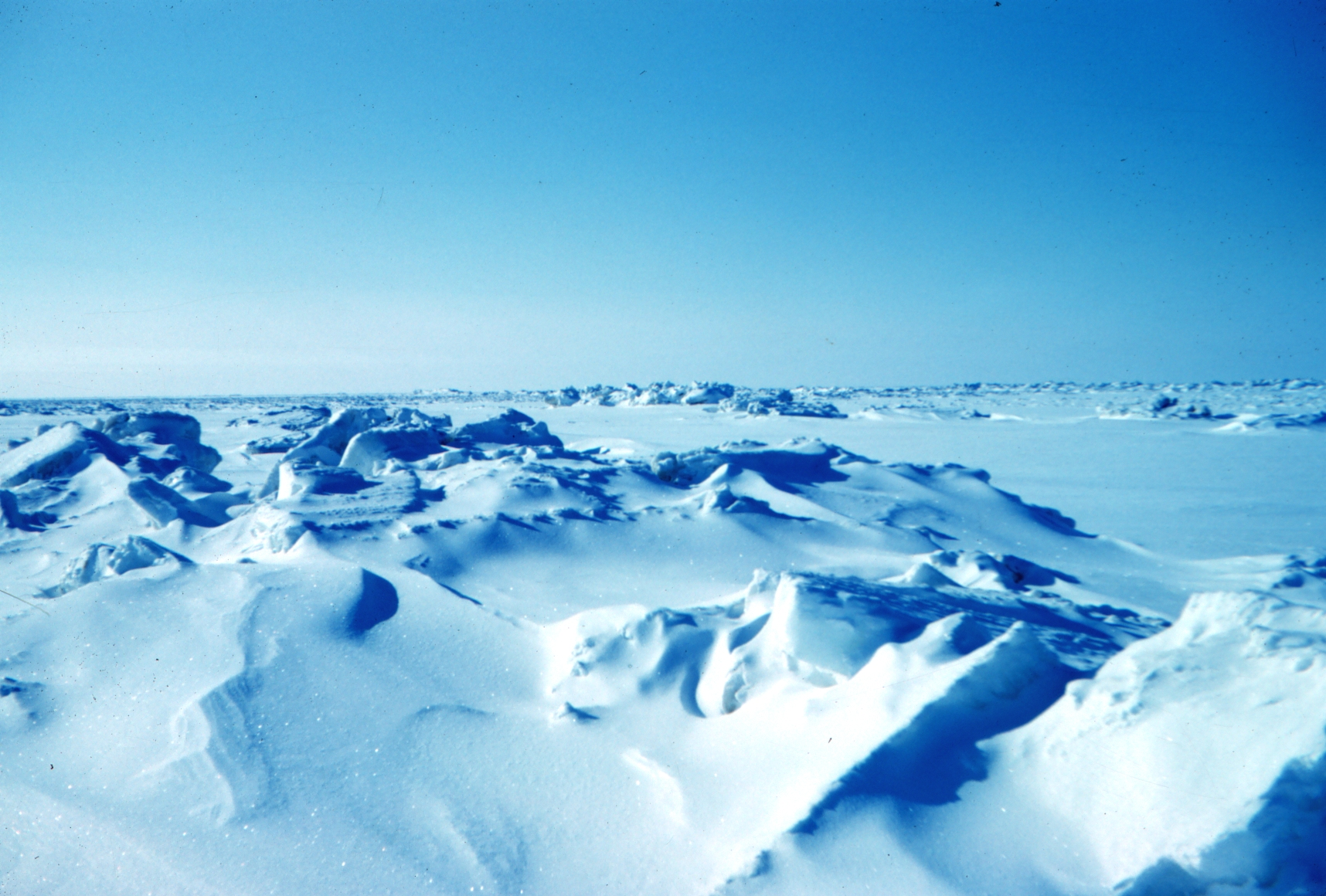
Hielo marino crestas de presión en el mar de Beaufort, frente a la costa norte de Alaska (primavera de 1949).

El mar de Beaufort está congelado durante todo el año, excepto en agosto y septiembre, cuando el hielo se rompe cerca de la costa y abre lo que antes era una franja 50-100 km (31,1-62,1 mi) ancha de aguas abiertas. Durante la década de 2000, debido al cambio climático en el Ártico, la zona libre de hielo a finales de verano se amplió considerablemente. Durante la extensión mínima récord del hielo marino ártico en septiembre de 2012, el límite del hielo marino se había retirado hacia el norte mucho más lejos de lo normal de la costa.
Los canales del río Mackenzie se descongelan antes, a finales de mayo-principios de junio. Este deshielo aumenta la descarga media de agua de unos 150 000 a 250 000 m³/s (5 297 208,7 a 8 828 681,2 cuft/s).
En 2009 se descubrieron cambios ocultos en la capa de hielo del mar de Beaufort. Mientras que la superficie de hielo permanece estable, según detectan los satélites de observación, al igual que la temperatura del agua y la salinidad asociadas, la estructura del hielo ha cambiado recientemente. El nuevo hielo, denominado hielo podrido, es más fino y mucho más débil estructuralmente.
El agua del mar tiene una temperatura estable y está separada en cuatro capas distintas de la siguiente manera. La superior 100 m (109,4 yd) es agua superficial que tiene una temperatura de −1,4 grados Celsius (29,5 °F) en verano y de −1,8 grados Celsius (28,8 °F) en invierno. La siguiente capa está formada por los flujos procedentes del océano Pacífico y del mar de Bering que llegan a través del estrecho de Bering; se extiende hasta el polo norte. La capa más cálida y profunda del Atlántico tiene temperaturas entre 0 y 1 °C (32 y 34 °F), y el agua del fondo es un poco más fría, entre -0,4 y -0,8 °C (31,3 y 30,6 °F). La salinidad media varía entre el 28‰ y el 32‰ (partes por mil) de sur a norte. Las temperaturas típicas del aire (en Tuktoyaktuk) son de −27 grados Celsius (−16,6 °F) en enero y de 11 grados Celsius (51,8 °F) en julio.
Las corrientes de agua forman el Giro de Beaufort, que rota en el sentido de las agujas del reloj, el cual da lugar a corrientes del suroeste y del oeste cerca de las costas. El río Mackenzie afecta en parte a esta circulación induciendo corrientes menores hacia el este cerca de su desembocadura. El río aporta anualmente unos 15 millones de toneladas de sedimentos ricos en dolomita y carbonato de calcio. Esos depósitos se esparcen por el mar y se mezclan con lodo y grava.

## Exploración de petróleo y gas

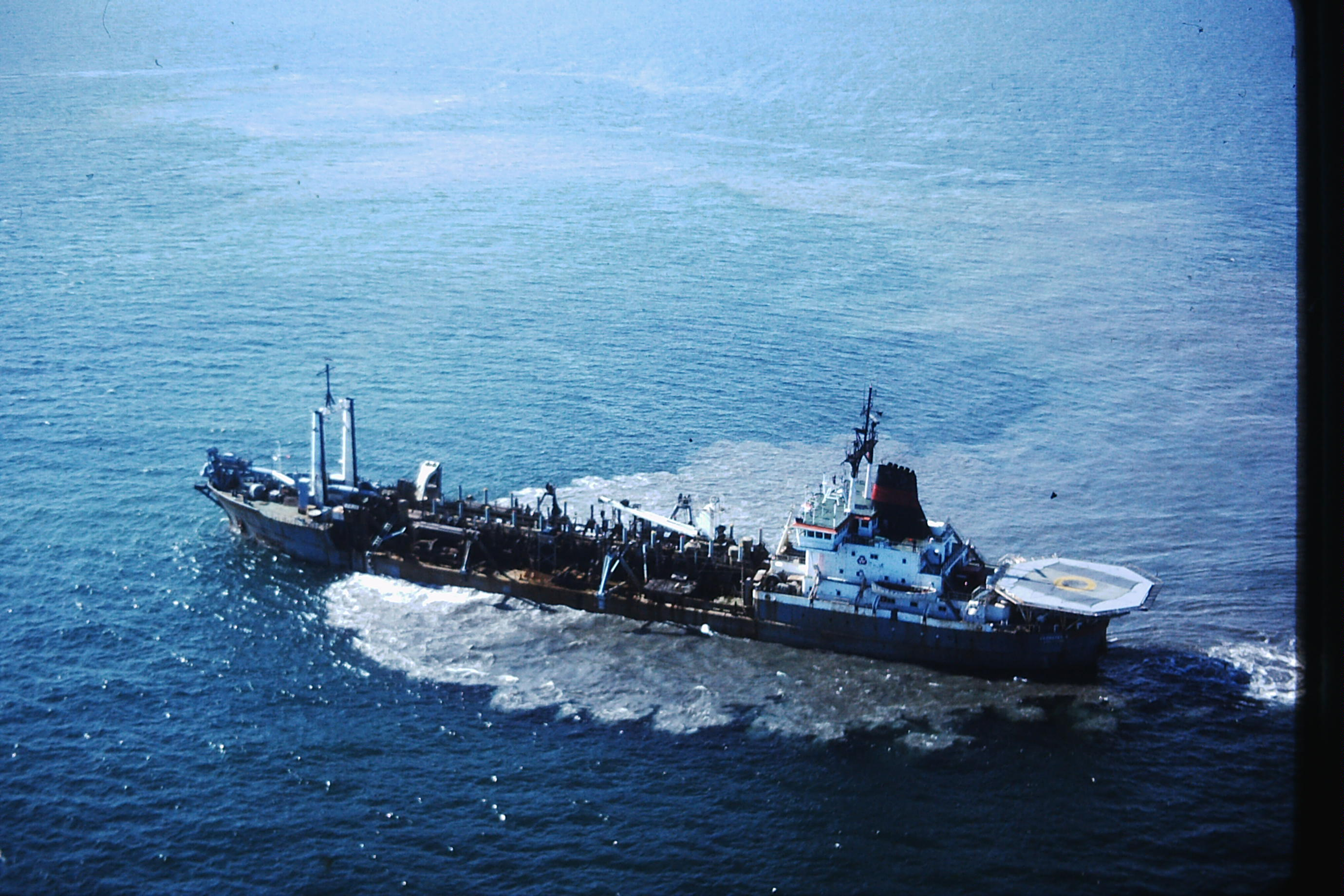
Draga de succión en el Mar de Beaufort, cerca de Tuktoyaktuk, utilizada para la construcción de islas artificiales.

El mar de Beaufort contiene importantes reservas de gas y petróleo bajo el lecho marino, continuación de las reservas probadas en los cercanos río Mackenzie y North Slope. El mar de Beaufort fue explorado por primera vez en busca de hidrocarburos submarinos en la década de 1950 y se calcula que contiene alrededor de 250 km3 de petróleo y 300000 km3 de gas natural bajo su plataforma costera. Las perforaciones en alta mar comenzaron en 1972; en la década de 1980 se habían instalado unos 70 pozos y 200 en 2000. Estas actividades provocaron el dragado de unos 46,5 millones de metros cúbicos de fondo marino, así como el vertido de lodos de perforación que contenían barita, arcilla, sosa cáustica y metales pesados como zinc, cobre, plomo, cromo, cobalto, níquel, cadmio y mercurio. En 1986 se produjeron unos 50 400 m³ (13 314 270,7 galAm) de petróleo.
En 1971 se descubrió en el delta del río Mackenzie un importante yacimiento de gas, denominado yacimiento de gas Taglu, seguido del yacimiento de Parson Lake y del yacimiento de Niglintgak. Las reservas de gas estimadas de estos yacimientos son de 58600 km3, 35400 km3 y 13600 km3, respectivamente. Además, más adentro en el mar desde el delta del Mackenzie se encuentra el yacimiento de Amauligak. Éste, el mayor yacimiento de petróleo conocido del mar de Beaufort, fue descubierto en 1984, y se calcula que contiene 37,3 km3 de petróleo y 38500 km3 de gas. El desarrollo de estos yacimientos se ve obstaculizado por su ubicación remota. Este problema se alivió en el caso de Prudhoe Bay con la construcción del oleoducto Trans-Alaska, pero está limitando la producción comercial regular en los yacimientos del río Mackenzie. Por ejemplo, el Proyecto Amauligak se inició poco después del descubrimiento del yacimiento. En septiembre de 1985, el petrolero Gulf Beaufort transportó 50,300,000 L de crudo a Japón, lo que supuso el primer envío de petróleo procedente de los yacimientos árticos. Sin embargo, el proyecto se estancó después de aquello.
En julio de 2017, la Oficina de Gestión de Energía Oceánica de Estados Unidos aprobó un plan para permitir a Eni, una multinacional italiana de petróleo y gas, perforar cuatro pozos de exploración petrolífera en la isla Spy, una de las cuatro islas artificiales del mar de Beaufort.